# Campeonato Africano Sub-17 de 2001
El Campeonato Africano Sub-17 de 2001 se llevó a cabo en Victoria, Seychelles del 17 de febrero al 3 de marzo y contó con la participación de 8 selecciones infantiles de África provenientes de una fase eliminatoria.
Nigeria venció en la final a Burkina Faso para obtener su primer título de la categoría.

## Eliminatoria

### Ronda preliminar
| Equipo 1          | Agr.    | Equipo 2              | Ida   | Vuelta |
| ----------------- | ------- | --------------------- | ----- | ------ |
| Eritrea           | 2 – 4   | Burundi               | 1 – 2 | 1 – 2  |
| Suazilandia       | 2 – 6   | Tanzania              | 1 – 2 | 1 – 4  |
| Malaui            | 4 – 0   | Mauricio              | 3 – 0 | 1 – 0  |
| Guinea Ecuatorial | 5 – 0   | Santo Tomé y Príncipe | 4 – 0 | 1 – 0  |
| Ruanda            | 1 – 2   | Mozambique            | 0 – 1 | 1 – 1  |
| Madagascar        | 3 – 4   | Lesoto                | 1 – 1 | 2 – 3  |
| Zimbabue          | 5 – 2   | Botsuana              | 1 – 1 | 4 – 1  |
| Sierra Leona      | 0 – 1   | Gambia                | 0 – 0 | 0 – 1  |
| Libia             | 0 – 8 d | Chad                  | 0 – 3 | 0 – 5  |
| Kenia             | 2 – 0   | Somalia               | 2 – 0 | [ 2 ]  |
| Namibia           | w/o     | Gabón                 | –     | –      |
| Senegal           | w/o     | Guinea-Bisáu          | –     | –      |
| Sudán             | w/o     | Congo                 | –     | –      |
| Togo              | w/o     | Argelia               | –     | –      |
| Liberia           | w/o     | Costa de Marfil       | –     | –      |

### Primera ronda
| Equipo 1          | Agr.   | Equipo 2     | Ida   | Vuelta |
| ----------------- | ------ | ------------ | ----- | ------ |
| Namibia           | 2 – 7  | Camerún      | 2 – 1 | 0 – 6  |
| Tanzania          | 0 – 2  | Burundi      | 0 – 0 | 0 – 2  |
| Senegal           | 2 – 3  | Nigeria      | 2 – 0 | 0 – 3  |
| Malaui            | 3 – 2  | Angola       | 1 – 0 | 2 – 2  |
| Guinea Ecuatorial | 2 – 3  | Sudáfrica    | 2 – 1 | 0 – 2  |
| Mozambique        | 3 – 1  | Kenia        | 2 – 0 | 1 – 1  |
| Lesoto            | 4 – 5  | Etiopía      | 0 – 5 | 4 – 0  |
| Zimbabue          | 1 – 3  | Zambia       | 0 – 1 | 1 – 2  |
| Gambia            | 2 – 1  | Ghana        | 1 – 0 | 1 – 1  |
| Libia             | 0 – 11 | Burkina Faso | 0 – 5 | 0 – 6  |
| Marruecos         | 3 – 9  | Malí         | 1 – 5 | 2 – 4  |
| Túnez             | 0 – 3  | Guinea       | 0 – 0 | 0 – 3  |
| Sudán             | w/o    | Egipto       | –     | –      |
| Liberia           | w/o    | Argelia      | –     | –      |

### Segunda ronda
| Equipo 1     | Agr.            | Equipo 2  | Ida   | Vuelta |
| ------------ | --------------- | --------- | ----- | ------ |
| Burundi      | 3 – 4           | Camerún   | 2 – 2 | 1 – 2  |
| Malaui       | 1 – 4           | Nigeria   | 1 – 1 | 0 – 3  |
| Mozambique   | 2 – 1           | Sudáfrica | 1 – 0 | 1 – 1  |
| Zambia       | 1 – 1 (p 3 – 4) | Etiopía   | 1 – 0 | 0 – 1  |
| Burkina Faso | 1 – 1 (p 4 – 2) | Gambia    | 1 – 0 | 0 – 1  |
| Malí         | 6 – 0           | Sudán     | 3 – 0 | 3 – 0  |
| Argelia      | w/o             | Guinea    | 1 – 5 | w/o    |

## Fase de grupos
| Color                |
| -------------------- |
| Avanza a Semifinales |